# Mike Mangini
Michael "Mike" Mangini (Newton, 18 de abril de 1963) mais conhecido como Mike Mangini foi o baterista da banda de metal progressivo Dream Theater.
Sua notável velocidade nas baquetas lhe garantiu o recorde mundial de batidas em single stroke tanto no matched grip quanto no traditional grip, chegando à incrível marca de 1247 batidas/minuto. Teve passagens pelas bandas Annihilator, Extreme e por álbuns de James LaBrie e Steve Vai. Foi professor na Berklee College of Music em Boston durante 10 anos.

## Início
Mike Mangini começou a tocar bateria quando tinha quatro anos de idade. No colégio, tocava em bandas formadas pelos alunos, participando de vários festivais.
Depois de graduado pela Waltham Senior High School em 1981, Mangini deixou de lado seus estudos musicais para estudar  Ciência da Computação no Bentley College. Formado, Mike contribuiu no programa de desenvolvimento do míssil MIM-104 Patriot. Ao mesmo tempo, ele desenvolvia estudos em um programa que investigava as ligações entre o cérebro e o resto do corpo humano.
Em 1987, Mangini conseguiu participar de seu primeiro grande projeto – ser baterista da Rick Berlin Band em Boston. Neste projeto ele tocou junto com o baixista Philip Bynoe, com quem mais tarde iria tocar ao lado de Steve Perry, da banda Journey.

## Carreira
Em 1991, Mangini começou a trabalhar com a banda de Thrash Metal Annihilator. Mike gravou as linhas de bateria de várias faixas do álbum de studio Set the World on Fire. Entrou em turnê com a banda onde ficou até 1994. Em seguida, foi convidado a tocar com a banda Extreme, substituindo o baterista original Paul Geary .
Depois que o Extreme se dissolveu em 1996, Mike foi informado pelo baterista Jonathan Mover que Steve Vai iria fazer audições a fim de encontrar um baterista para a sua banda ao vivo. Mike foi escolhido e mudou para Los Angeles. Ele gravou várias linhas de bateria dos álbuns Fire Garden e Ultrazone.
Com a suspensão da tour sul-americana do álbum Ultrazone em 2000, Mangini voltou para Boston e começou a lecionar na Berklee College como professor associado.
Em 2005, ele aceitou a posição de professor em tempo integral na Berklee College of Music, sendo um membro proeminente do departamento de percussão.
Já em 2007 ele gravou o álbum “Metal” da banda Annihilator.
Em 2008 Mangini participou de um documentário feito pela Discovery em câmera lenta onde examinaram seus movimentos rápidos enquanto ele fazia uma performance. Ele possui três dos quatro títulos do World’s Fastest Drummer: Fastest Matched Grip, Fastest Hands, e Fastest Traditional Grip. Em 2009, o baterista gravou o disco 'Boo!', do guitarrista brasileiro Daniel Piquê, juntamente com Billy Sheehan.

## Dream Theater
Após a saída de Mike Portnoy em setembro de 2010, o Dream Theater anunciou que realizaria audições para a escolha de um substituto. Em 29 de abril de 2011, a banda divulgou Mike Mangini como novo baterista, escolhido após um criterioso processo de seleção que incluiu também Derek Roddy, Marco Minnemann, Thomas Lang, Virgil Donati, Aquiles Priester e Peter Wildoer. Mike Mangini não cometeu nenhum erro em sua audição, além de ser o que mais entrou em harmonia musical com a banda de acordo com os integrantes, sendo escolhido por unanimidade. As audições foram gravadas e disponibilizadas em três partes na página da banda dentro do site da gravadora Roadrunner, mostrando a performance de cada um dos bateristas junto com a banda, bem como os comentários dos membros sobre cada participante. Os videos foram lançados na plataforma YouTube pelo canal da banda.
Em 25 de outubro de 2023, o Dream Theater anunciou a saída de Mangini, junto com o retorno do baterista anterior Mike Portnoy.

## Equipamento
Mangini é patrocinado por grandes marcas, entre elas estão a Pearl e a Zildjian. Ao se tornar baterista oficial da banda de metal progressivo Dream Theater, seu kit de bateria foi atualizado. Mangini tem um estilo muito peculiar de tocar e acessar cada peça de seu kit, de modo que seja montado de maneira completamente diferente do usual. Por ser completamente ambidestro, sua bateria é montada de maneira simétrica, o que lhe permite flexibilidade extra tanto no fator variação de velocidade, como na escolha da peça a ser percurtida para cada instante da música. No instrumental de Outcry, em A Dramatic Turn of Events, pode ser notada a influência de seu conhecimento de orquestra na delicadeza com que Mangini seleciona cada tambor e prato para que combine com a nota da música. De fato, esse tipo de preocupação influenciou até a decisão de incluir um módulo e pads de bateria eletrônica, já que é impossível incluir num mesmo kit as peças metálicas (como pratos e cowbells) perfeitamente afinadas para cada tom musical.